# Béchar
Béchar (arabsky بشار‎), v koloniální době Colomb-Béchar podle francouzského geneála Louise Josepha Jeana Françoise Isidora de Colomba, je hlavní město stejnojmenné provincie v Alžírsku. Leží na severozápadě země nedaleko hranice s Marokem v nadmořské výšce 747 m. Svůj název dostalo podle nedaleké hory (1206 mnm). V roce 2008 v něm žilo 165 627 obyvatel, což znamenalo dvouprocentní nárůst oproti sčítání o dekádu dříve. V roce 1986 byla založena Bécharská univerzita (původně Národní institut vyšších studií). Mezi významné rodáky patří fotbalista Hicham Boudaoui, běžkyně Nahida Touhami a hudebník Alla.